# Anablepia
Anablepia is een geslacht van rechtvleugeligen uit de familie veldsprinkhanen (Acrididae). De wetenschappelijke naam van dit geslacht is voor het eerst geldig gepubliceerd in 1938 door Uvarov.

## Soorten
Het geslacht Anablepia omvat de volgende soorten:
- Anablepia angolensis Ramme, 1929
- Anablepia angusta Uvarov, 1953
- Anablepia botswaniana Johnsen, 1991
- Anablepia brevis Uvarov, 1938
- Anablepia dregei Ramme, 1929
- Anablepia elgonensis Sjöstedt, 1933
- Anablepia granulata Ramme, 1929
- Anablepia pilosa Uvarov, 1953
- Anablepia rufescens Kirby, 1902
- Anablepia stenstromi Sjöstedt, 1931